# Jack Wilson (Eishockeyspieler)
John „Jack“ Edwin Wilson (* 2. April 1939 in Big River, Saskatchewan; † 23. Januar 2021 in Calgary, Alberta) war ein kanadischer Eishockeyspieler.

## Biografie
Jack Wilson kam als ältestes von sechs Kindern in Big River, Saskatchewan, auf die Welt. Um näher an der Schule zu wohnen, lebte er bei seinen Großeltern. 1950 zog er mit seiner Familie nach Victoria, British Columbia.
Als Jugendlicher spielte Wilson Lacrosse bei den Victoria Shamrocks. Von 1958 bis 1959 spielte er als Verteidiger in der Junioren-Eishockeymannschaft der Prince Albert Mintos. Von 1960 bis 1963 besuchte er die University of Denver, wo er sein Sportstipendium absolvierte. Während dieser Zeit spielte er für die Denver Pioneers, das Eishockeyteam der Universität. 1961 konnte er mit den Pioneers die NCCA National Championship gewinnen. Das Team stellte dabei mit 30 Siegen in einer Saison einen Rekord auf.
Für die Olympischen Winterspiele 1964 in Innsbruck wurde Wilson für die Kanadische Nationalmannschaft nominiert, kam dort jedoch nicht zum Einsatz. Das Team belegte den vierten Platz.
Während seines Studiums lernte er Susan Nabors kennen, die er heiratete und mit der er 1964 in ihre Heimatstadt Calgary zog. Das Paar bekam drei Kinder. In Calgary war er in den 1960er Jahren als Kapitän der Calgary Spurs und für die Calgary Stampeders aktiv.
Während den 1970er und 1980er Jahren engagierte er sich ehrenamtlich beim Calgary Booster Club. 1976 wurde er Präsident des Clubs und war von 1979 bis 1981 Mitglied des Bid Committee für die Olympischen Winterspiele 1988 in Calgary.